# ラ・フォーレ号
ドリーム青森・東京号（ラ・フォーレ号）（ドリームあおもり・とうきょうごう（ラフォーレごう））ラ・フォーレ号（ラフォーレごう）は、千葉県浦安市・東京都千代田区と青森県青森市を結ぶ、JRバス東北が運行する夜行高速バス路線。
本項目では、弘南バス（2010年2月28日出発便まで「ラ・フォーレ号」を運行）が同区間で運行するノクターン・ネオ号（ノクターンネオごう、旧・津輕号（つがるごう））についても記載する。

## 概要
青森と東京を結ぶ直通路線として弘南バスと京浜急行電鉄（京浜急行バスの前身。のち羽田京急バスに移管）が青森駅前 - 品川バスターミナル間を、JRバス東北とJRバス関東は青森駅前 - 東京駅八重洲南口間の運行をそれぞれ計画していたが、競合路線の併願を認めない方針を打ち出していた当時の運輸省（現・国土交通省）より需給調整が指導された。協議の結果、4社による青森駅前 - 東京駅八重洲南口間の共同運行となった。
2009年7月31日出発便の運行をもってJRバス関東が撤退。同年9月1日運行分からは、3社による共同運行を終了し、JRバス東北と弘南バス・羽田京急バスの2グループが同じ「ラ・フォーレ号」の愛称でありながら別路線として運行しており、乗車券販売方法が異なっていたほか、異なる会社グループをまたいでの往復割引の適用ができなくなった。
さらに2010年2月28日出発便の運行をもって羽田京急バスが撤退。翌3月1日出発便より、弘南バスは「津輕号」に愛称を変更（2022年12月1日より「ノクターン・ネオ号」に変更）。「ラ・フォーレ号」よりも割安な特別運賃・キャンペーン運賃を設定して差別化を図ったが、「ラ・フォーレ号」も同年4月1日出発便より運賃を「津輕号」と同額に引き下げた。
2010年9月23日出発便より、「津輕号」は東北新幹線全線開業前に割安感をアピールする狙いとして、同路線の片道運賃の値下げを実施した。
東北新幹線の全線開業後、JRバス東北が運行する「ラ・フォーレ号」は利用客数が全線開業前より20～25%減少したといい、外国人と観光客の利用が新幹線により減ったことが大きな打撃としている。
2020年3月29日より、「ラ・フォーレ号」は「ドリーム青森・東京号」と改称され、従来からの「ラ・フォーレ号」の愛称は副名称化された。
なお、2021年6月21日の出発便より、盛岡駅経由臨時運行「ドリーム青森／盛岡・東京号」となり、ドリーム青森・東京号は運休となる。

## 現行系統

### ドリーム青森／盛岡・東京号
運行会社
- ジェイアールバス東北
  - 乗務員はワンマン運転。青森 - 仙台宮城ICは青森支店[9]、仙台宮城 - 東京間は仙台支店または盛岡支店が担当する。
  - 車両は青森支店所属のため青森ナンバー。
  - 東京側ではJRバス関東が運行支援業務を行い、東京支店に入庫する。

運行経路
東京ディズニーランド - 東京駅（乗車は八重洲南口、降車は日本橋口）⇔ （仙台宮城IC） - 盛岡駅東口（1番のりば） - 青森駅（8番のりば）
- 青森行は蓮田SAと花輪SAの2箇所、東京行は岩手山SAと羽生PAの2箇所で休憩を行う。他にも2箇所のPA/SAにも停車するが、乗務員休憩のため乗客は外に出ることはできない[10]。

### ノクターン・ネオ号
運行会社
- 弘南バス
  - 青森営業所が担当。青森ナンバー。2人乗務。
  - 東京側ではJRバス関東が運行支援業務を行い、東京支店に入庫する。

運行経路
東京駅（乗車は八重洲南口、降車は日本橋口） - バスタ新宿（新宿駅） - （佐野SA） - （国見SA） - （紫波SA） - 弘前バスターミナル - 青森駅（9番のりば） - 青森港フェリーターミナル
- 国見SAは乗務員交代のための停車で、乗客は外に出ることができない。また佐野SA・紫波SAの休憩中にも乗務員交代を行う。
- 青森港フェリーターミナルは、「東京・函館きっぷ」利用者のみ乗降可能だったが[12]が、2021年3月18日からの経路変更で、経由地があおもり健康ランドから弘前バスターミナルに変更になり、これに伴う時刻変更（実際は3月18日時点は運休中のため、実際の経路変更は同年ゴールデンウィークの運行再開後）により、「東京・函館きっぷ」の対象外となった[11]。

### 過去の運行会社
- ジェイアールバス関東
  - 2009年7月31日をもって撤退したが、運行支援業務は継続。
  - 乗務員はワンマン運転で、東京 - 仙台宮城IC間は東北道統括支店（当時）が担当、仙台宮城IC - 青森間はJRバス東北仙台支店に運転業務を委託していた。仙台宮城ICと阿武隈PAで乗務員交代をしていた。
  - 車両は東北道統括支店担当であったが、東京支店（江東区）に管理業務を委託しており足立ナンバーであった。
- 羽田京急バス
  - 2010年2月28日をもって撤退。
  - 東京営業所（大田区）が担当していた。品川ナンバー。2人乗務。

## 運賃

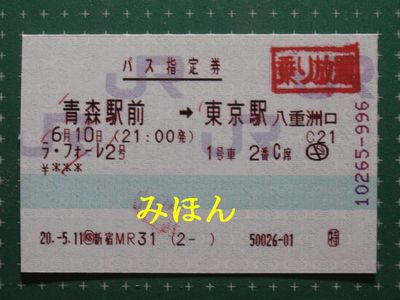
バス指定券

2022年12月1日現在。ドリーム青森・東京号と津輕号との組み合わせでの往復割引の適用および相互変更は不可。
ドリーム青森・東京号
- A期間：大人片道10,700円
- B期間：大人片道9,200円
- C期間：大人片道8,600円
- D期間：大人片道7,400円
- E期間：大人片道6,400円
  - 上記は東京駅までの運賃（その他「早割7」「とく便」運賃を設定。詳細は公式サイトを参照のこと）。東京ディズニーランドへは各200円増。
  - ドリーム青森・東京号は高速バスネットによる予約・決済が可能（ただし購入・払戻できる窓口はジェイアールバス関東の東京駅のみで、ジェイアールバス東北側である青森市には高速バスネットに対応した窓口がない）。
  - また、青森駅にあるJRバスの案内所はジェイアールバス東北子会社（スワローツアー）が受託している窓口であり、当路線の予約等も、同社の仙台駅東口バス案内所が取りまとめる（電話予約自体は、青森の案内所でも受付は可能）。

ノクターン・ネオ号
- 現在はカレンダー制運賃を採用している。
  - 2010年3月1日出発便から同年3月31日出発便まで、リニューアル運行キャンペーン価格として、大人片道6,500円で運行した（往復割引なし）。
  - 2022年12月1日出発便から同年12月15日出発便まで、東京線ブランドリニューアルキャンペーン価格として、大人片道5,000円で運行した[3]。
  - ノクターン・ネオ号は楽天トラベルのシステムによる予約・決済が可能。

## 乗車券発売箇所
旅行会社での発券は、取扱旅行会社毎に設定される旅行業務取扱料金が運賃とは別途徴収される。また、ジェイアールバス東北・弘南バスへの電話予約の内容を旅行会社に伝達して発券を行うことは不可。
ドリーム青森・東京号
- JRバス東北
  - 青森駅前きっぷうりば（スワローツアーが窓口を受託して運営）
- JRバス関東
  - 東京駅バスのりば
- ファミリーマート・ローソンのコンビニ端末（仙台駅東口バス案内所で電話予約の後に、その予約番号を利用した発券も可能）
- 楽天トラベルなどの高速バス予約サイト
- 主な旅行会社（JTB東北、近畿日本ツーリスト、日本旅行東北など）

津輕号
- 弘南バス
  - 弘前バスターミナル
  - 五所川原駅前案内所
  - 青森総合案内所
- 日専連旅行センター
  - 本店
  - サンロード青森店
- JTB東北青森支店・TL青森IY
- 東武トップツアーズ青森支店
- ファミリーマート・ローソンのコンビニ端末
- 楽天トラベルやハイウェイバス・ドットコムなどの高速バス予約サイト

なお、京浜急行バスにおける東京側の予約・発券業務は2010年9月22日をもって終了した（予約・発券の取扱いは同日の出発便まで）。
また、「東京・函館きっぷ」については、2021年3月18日の経路変更による時刻変更により、販売を終了した。

## 歴史
- 1989年（平成元年）7月1日 - 弘南バス・JRバス関東・京浜急行電鉄・JRバス東北の4社で運行開始[14]。1日2往復の夜行便で所要時間は9時間30分[14]。
- 2003年（平成15年）
  - 9月1日 - 往復割引開始。
  - 10月1日 - 京浜急行電鉄のバス部門を分社化。京浜急行バスが継承。
- 2004年（平成16年）7月16日 - 1日2往復に増便。
- 2005年（平成17年）
  - 4月1日 - 京浜急行バスの担当営業所が大森営業所から羽田営業所に変更となる。
  - 12月1日 - 京浜急行バスの担当便が京急観光バスに移管。
- 2007年（平成19年）11月30日 - この日の青森発便より、東京駅の到着場所を日本橋口に変更。
- 2008年（平成20年）3月15日 - 京急側の運行が京急観光バスから羽田京急バスに変更。
- 2009年（平成21年）
  - 8月1日 - JRバス関東が撤退。
  - 9月1日 - この日の出発便より3社による共同運行を終了、JRバス東北（2・3号）と弘南バス・羽田京急バス（1・4号）がそれぞれ別路線として運行。
- 2010年（平成22年）
  - 2月28日 - この日の1・4号の運行をもって羽田京急バスが撤退、単独運行となる弘南バス側が翌日（3月1日）発車便より愛称を「津輕号」に変更し、運賃も変更（キャンペーン運賃を導入）[15][16]。
  - 4月1日 - 「ラ・フォーレ号」の運賃を「津輕号」と同額に改定。
  - 9月22日 - 京浜急行バスにおける「津輕号」の予約受付業務を終了（取扱いは同日出発便まで）[13]。同社の運行支援も同日を以て終了（これまで同社の大森営業所に入庫していた）。
  - 9月23日 - 「津輕号」、この日出発便より運賃改定（往復割引運賃を廃止し、片道運賃を値下げ、繁忙期運賃を設定）。
- 2011年（平成23年）4月27日 - 「津輕号」に通常座席（18席）と「あずましーと」（6席）全席に仕切りカーテンを装備した新型車両を充当[17]。「あずましーと」は通常料金の1,000円増。
- 2012年（平成24年）12月18日 - この日より「東京・函館きっぷ」が新たに「津輕号」に設定。それに伴い、発着地を青森港フェリーターミナルに延長。
- 2013年（平成25年）
  - 7月16日 - 「津輕号」、この日出発便より新宿高速バスターミナルとあおもり健康ランドに停車[18]。
  - 12月1日 - 「ラ・フォーレ号」の運賃をシーズン制（閑散期・B期間、通常期・A期間、特定期・S期間）に移行。往復割引運賃を廃止（同年11月30日発車の往路発売便まで）。
- 2014年（平成26年）3月1日 - 「津輕号」の運賃値上げ。[19] なお、この値上げで、通常･閑散期料金と繁忙期料金が設定される。あずまシート料金は据え置き。
- 2015年（平成27年）3月13日 - ｢津輕号｣、この日乗車分から、運賃値上げと、これまでの｢通常期｣・｢繁忙期｣運賃に加え、｢準繁忙期｣運賃が設定される。この｢準繁忙期｣運賃は、金曜日と日曜日が適用日となる。また、2015年は3月13日から31日の期間も、｢準繁忙期｣が適用される。[20] なお、あずまシート料金は据え置き。
- 2016年（平成28年）
  - 4月4日 - この日から、「津輕号」が新たに開業する『バスタ新宿』（新・新宿高速バスターミナル）から出発。ただし、降車については、5月9日までは、『バスタ新宿』ではなく、新宿駅西口での扱いとなる[21]。
  - 4月5日 - JRバス東北・ジェイアール東日本物流・東北鉄道運輸の三社で設立した地域活性化物流LLP（有限責任事業組合）による、「ラ・フォーレ号」東京駅行きの荷物室を利用した地産品輸送の第1便が出発[22][23]。
  - 8月31日 - 同日発車の便を以て、みどりの窓口での乗車券発売を終了。
- 2018年（平成30年）4月中旬 - 「津輕号」の車両置き換えに伴い、「あずましーと」の販売を終了[24]。
- 2019年（平成31年／令和元年）
  - 4月16日 - 「ラ・フォーレ号」東京側の発着地を東京ディズニーランドに変更。あわせて下り続行便を「ラ・フォーレ3号」（東京駅発、同年11月1日より91号）とする[25]。
  - 11月1日 - 東京ディズニーランドののりばをバスターミナル・ウエスト（27番）に変更[26]。
- 2020年（令和2年）
  - 4月8日 - 新型コロナウイルス感染拡大の影響により、この日より「ドリーム青森・東京号（ラ・フォーレ号）」が同年4月30日出発便まで運休[27]。
  - 4月14日 - 上記の理由により、「津輕号」がこの日の青森出発便より当面（東京出発便は翌4月15日から当面）運休[28]。
  - 5月11日 - この日より「ドリーム青森・東京号（ラ・フォーレ号）」が当面の間運休[29]。
  - 6月4日 - 「ドリーム青森・東京号（ラ・フォーレ号）」の上り2号（青森発）がこの日の出発便より（下り1号（東京発）は翌6月5日より）運行再開（ただし東京ディズニーランドが休園中のため、東京駅発着）[30]。
  - 7月9日 - 「ドリーム青森・東京号（ラ・フォーレ号）」の上り2号（青森発）がこの日の出発便より（下り1号（東京発）は翌7月10日より）東京ディズニーランド乗り入れを再開[31]。
  - 7月10日 - 「津輕号」がこの日の青森出発便より（東京出発便は翌7月11日より）運行を再開[32]。
- 2021年（令和3年）
  - 1月17日 - 「ドリーム青森・東京号」がこの日の青森発の便より（首都圏発は翌1月18日出発便より）同年2月7日の青森発の便まで（首都圏発は翌2月8日出発便まで）運休[33][34]。
  - 3月18日 - 「津軽号」がこの日から、「あおもり健康ランド」の発着を廃止し、「弘前バスターミナル」発着に変更（実際は同年ゴールデンウィークの運行再開[35]後から変更）[11]。
  - 6月21日 - この日の出発便より、盛岡駅経由の臨時便「ドリーム青森／盛岡・東京号」が運行開始。これに伴い「ドリーム青森・東京号」は当面の間運休となる[8]。
- 2022年（令和4年）12月1日 - 弘南バスの東京線ブランドリニューアルに伴い、「津輕号」がこの日の出発便より「ノクターン・ネオ号」に改称[3]。
- 2023年（令和5年）10月2日 - この日の青森・盛岡発の便より同年11月16日東京発の便まで、「ドリーム青森／盛岡・東京号」が乗務員不足のため運休[36]。

## 車両
- 通常、トイレ付き独立3列シート車（ハイデッカー車またはスーパーハイデッカー車）で運行される。
  - ラ・フォーレ号は、2011年4月15日より、26人乗り、マイカーテン・各座席コンセント完備の新型車両を充当[37]。
  - 津輕号（当時）は、2011年4月27日より、通常座席（18席）と「あずましーと」（6席）全席に仕切りカーテンを装備した車両を充当した[17] が、2018年4月中旬に車両を28人乗りワイドシート車両に入れ替えた[24]。
- 繁忙期はトイレなし、4列シートの観光バス車両で運行する場合がある。この場合、2時間に1度のトイレ休憩を設けるほか、運賃を500円割り引く。
  - なお、2009年年末年始より、「ラ・フォーレ2・3号（JRバス東北運行便。号数は設定開始当時）」の臨時便では2人掛け座席を1人で使用できるサービスを開始している（但し、運賃は通常運賃に据え置き）。
- 運行開始当初は京浜急行バスと弘南バスはノクターン号と同じデザインの車両を運用していた。現在も弘南バスの夜行高速車の中には後部に「NOCTURNE」と書かれた車両が在籍している。

### 使用車両画像一覧
過去の車両

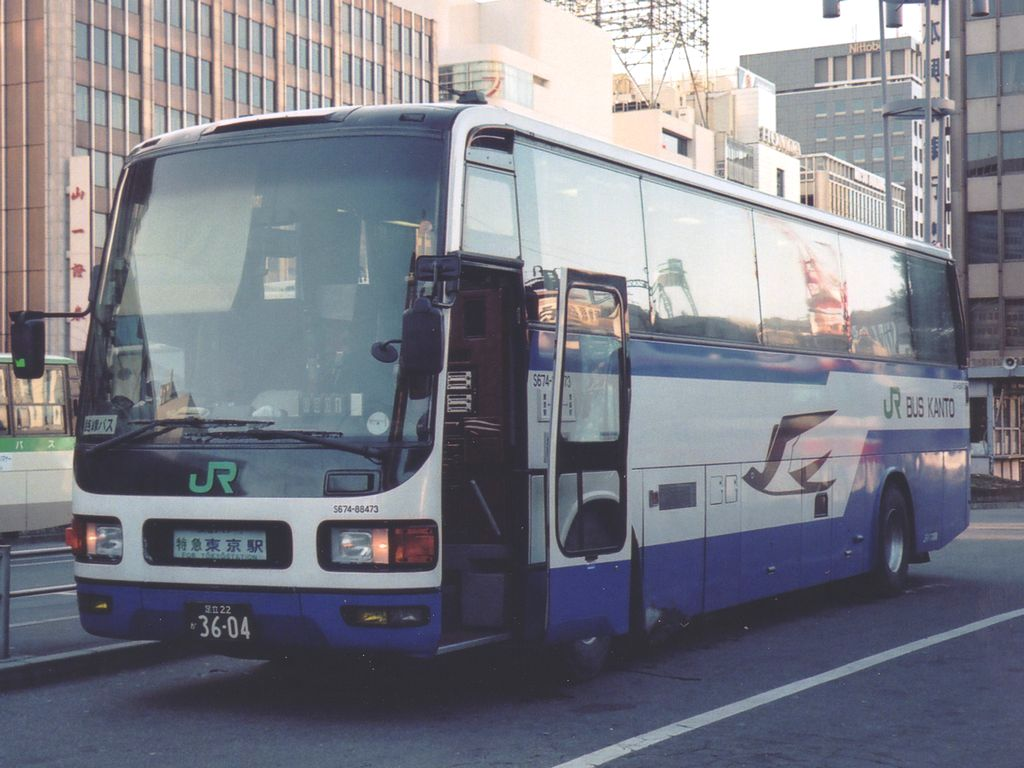
JRバス関東 3列シートに格上げの上「ラ・フォーレ号」の運用に入った車両（三菱ふそう・エアロクィーンM）
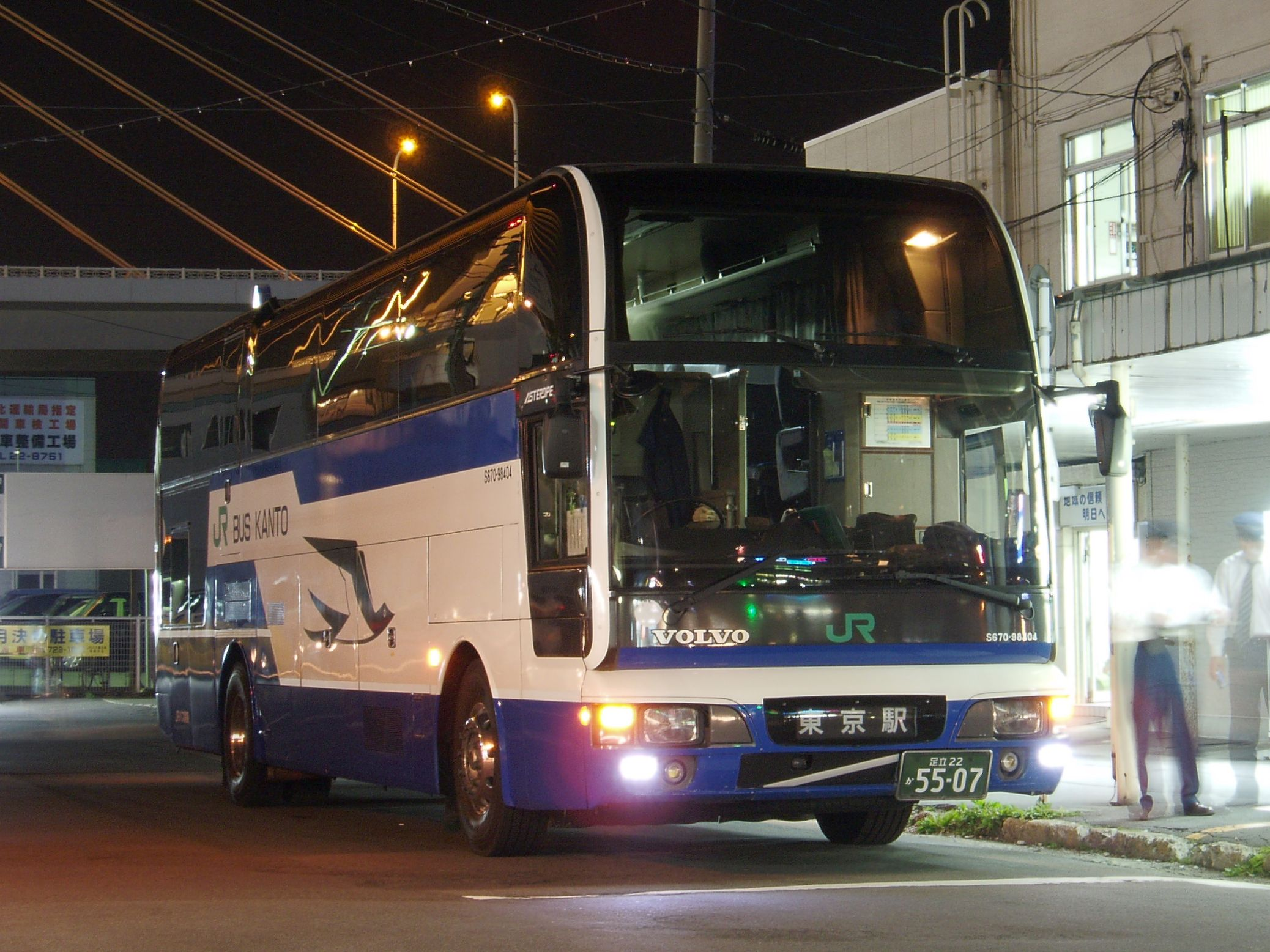
JRバス関東（ボルボ・アステローペ）
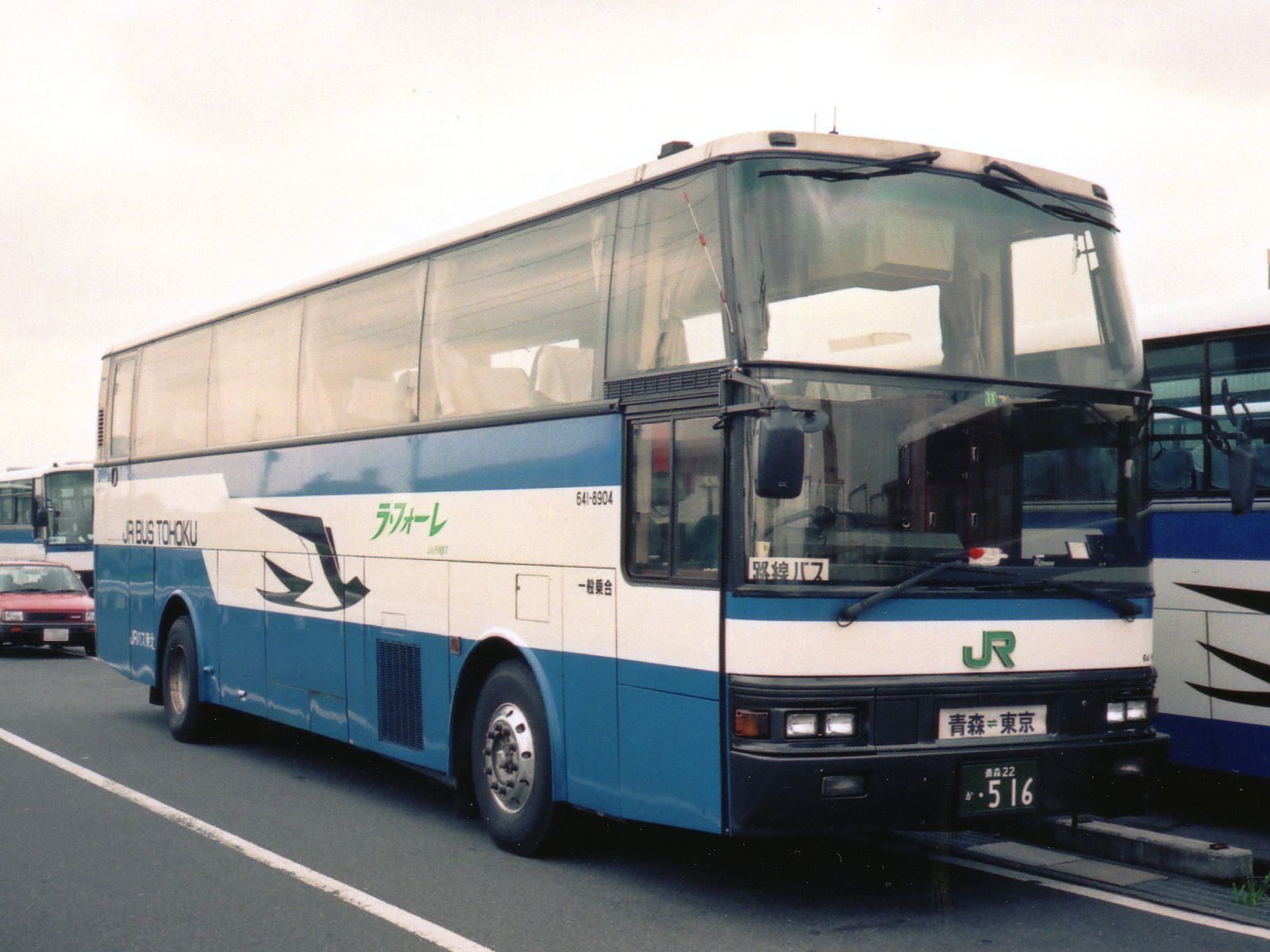
JRバス東北 運行開始当初の車両（いすゞ・スーパークルーザー）
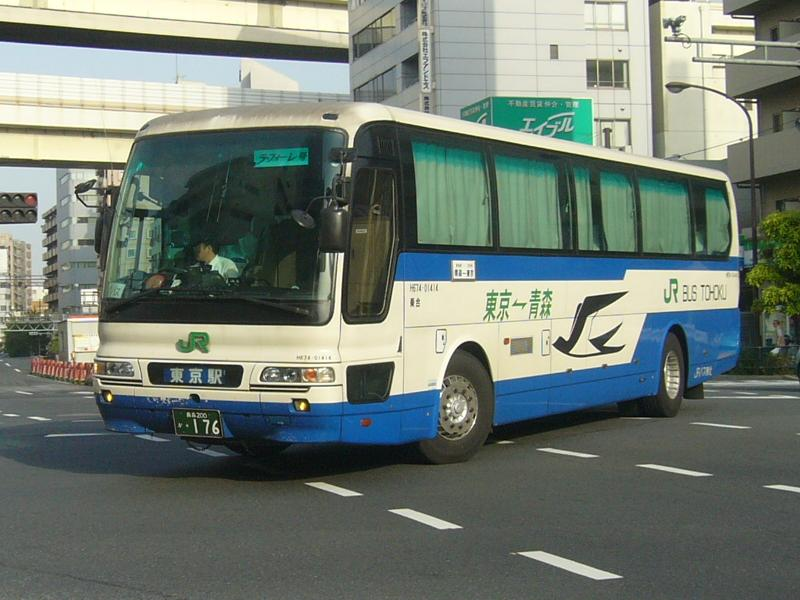
JRバス東北（三菱ふそう・エアロバス）
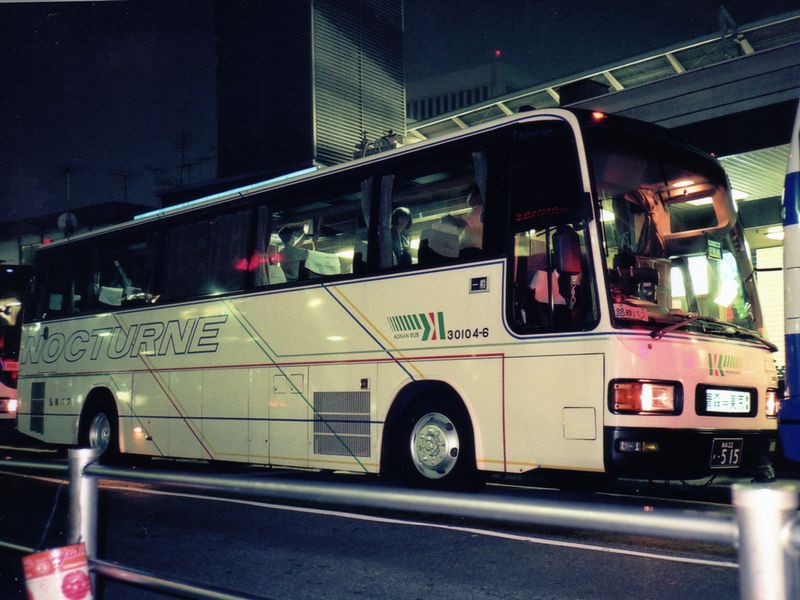
弘南バス 「ノクターン号」と同じ塗色の車両（三菱ふそう・エアロクィーンM）
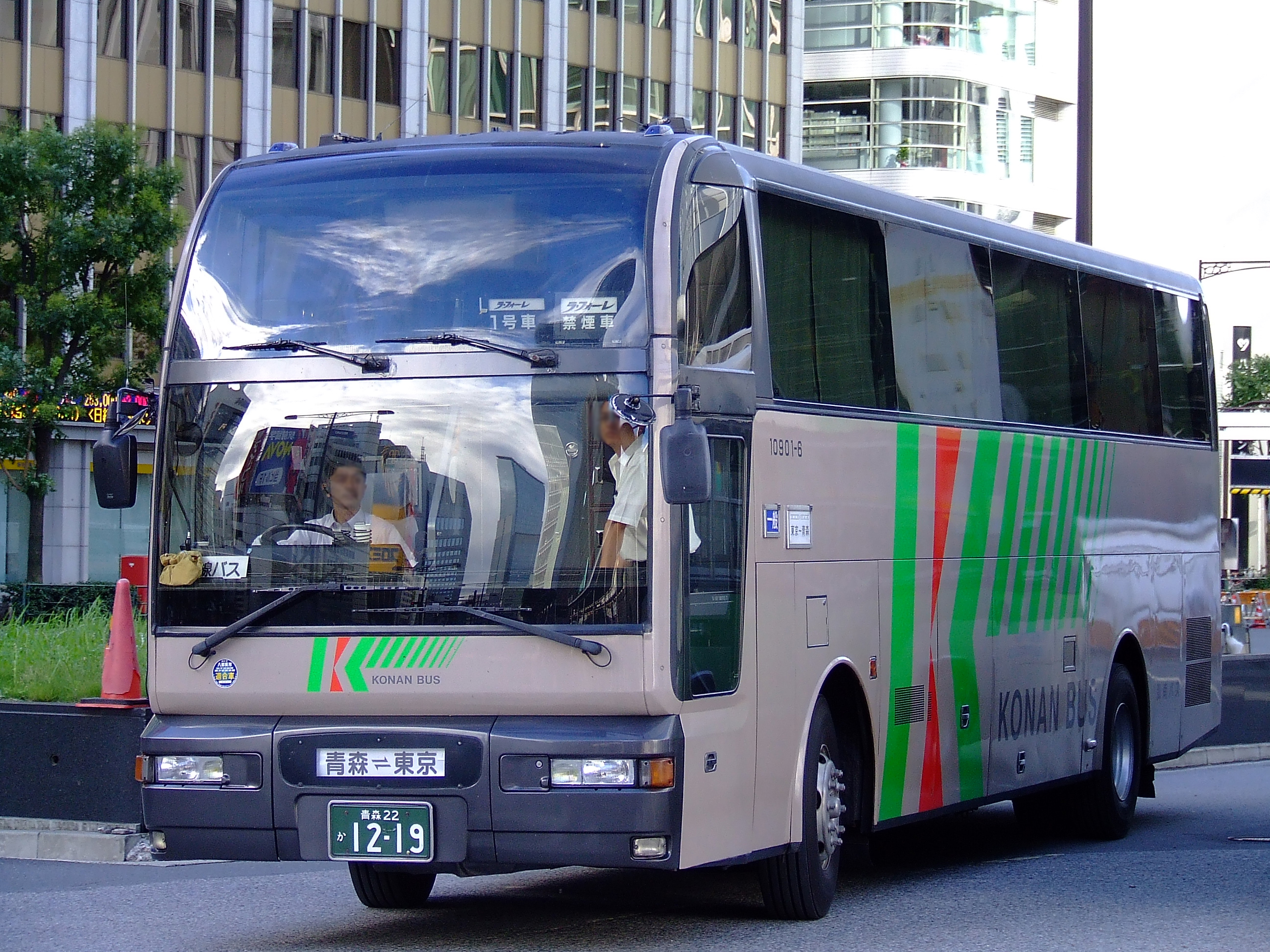
弘南バス（いすゞ・スーパークルーザー）
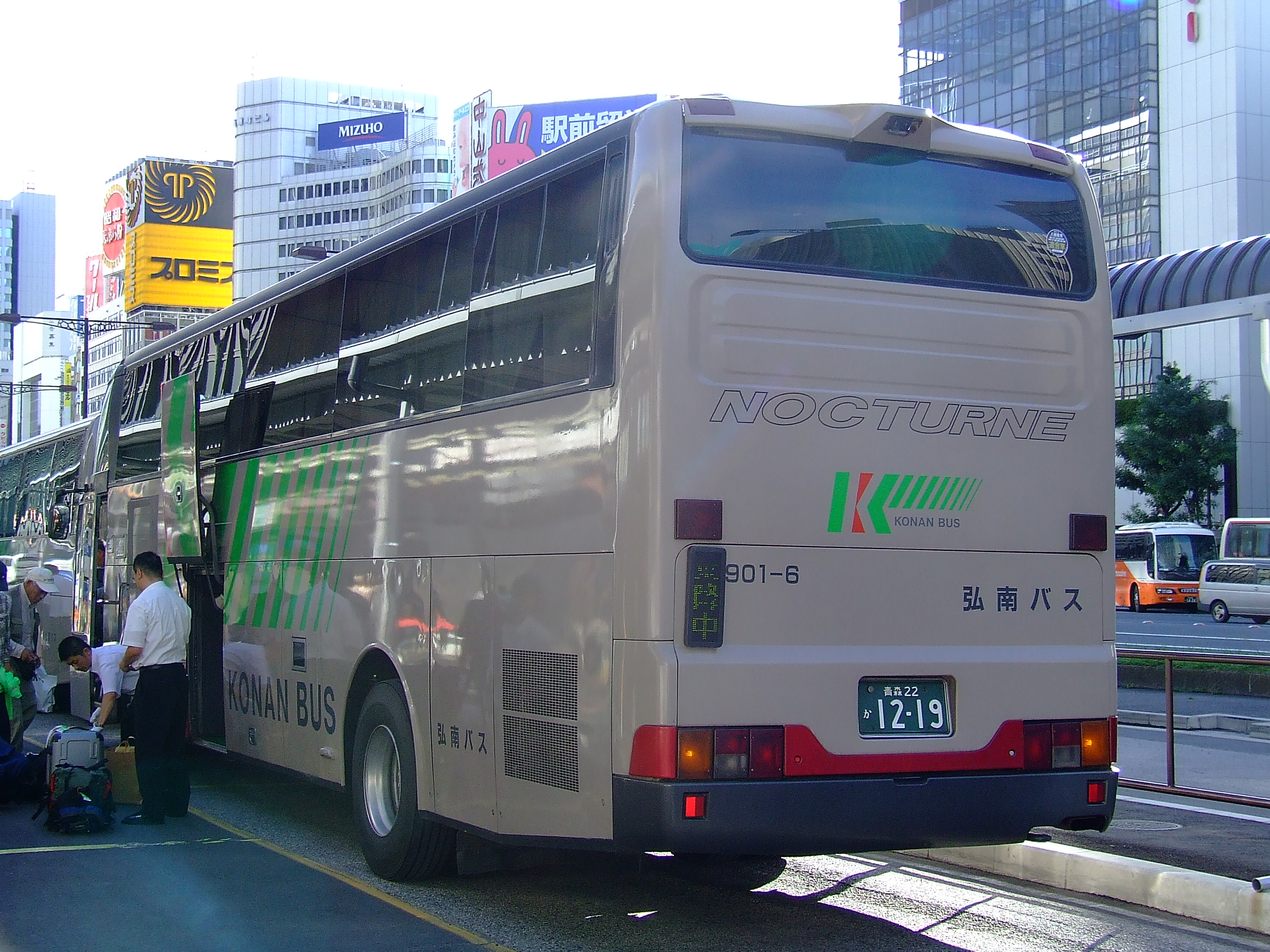
弘南バス 左の車両の後部。「ラ・フォーレ号」の運用に入るにもかかわらず後部には「NOCTURNE」と書かれている
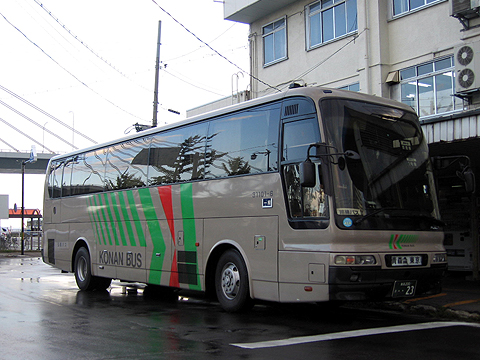
弘南バス（三菱ふそう・エアロクィーンI）
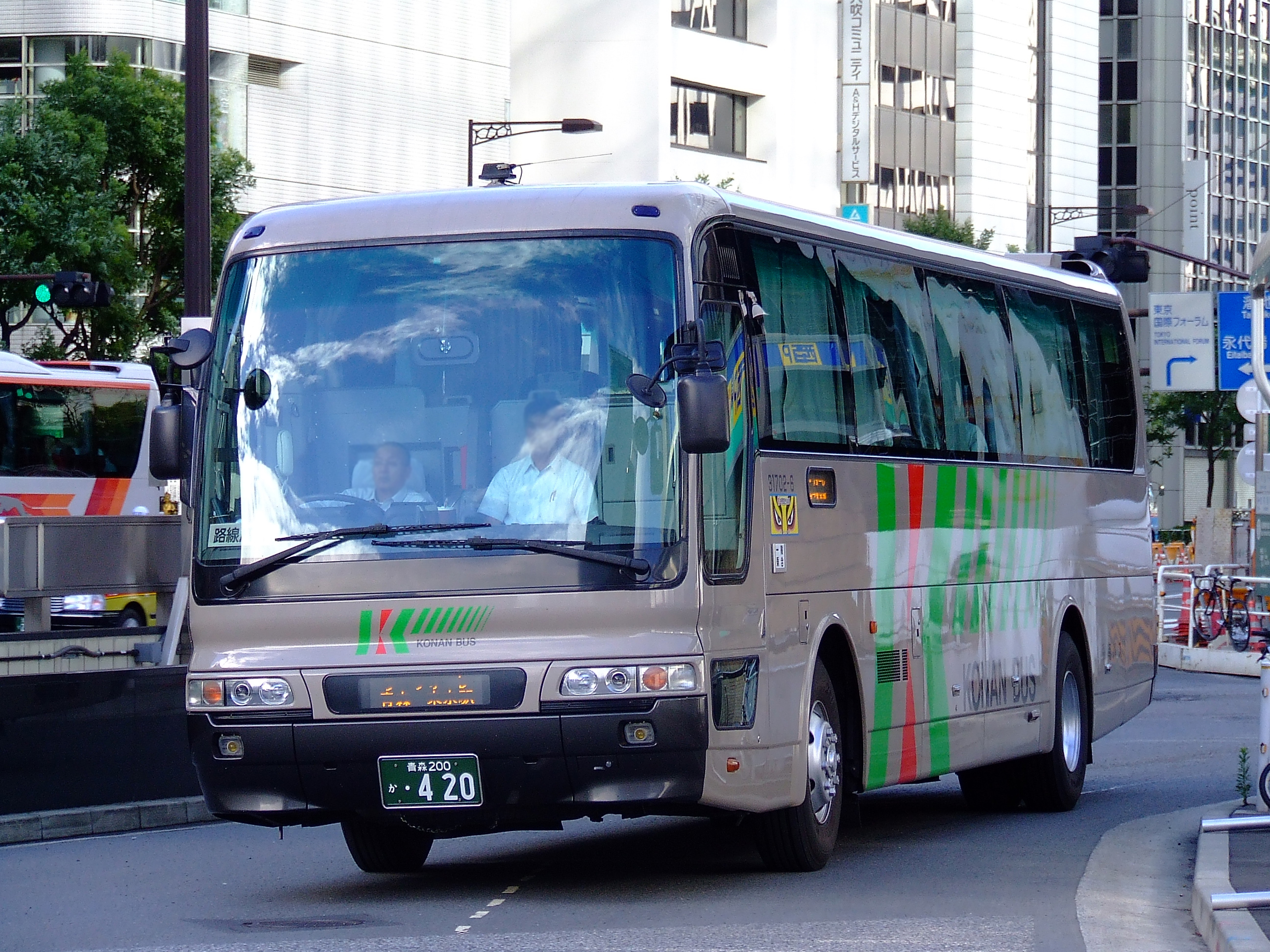
弘南バス（三菱ふそう・エアロバス）
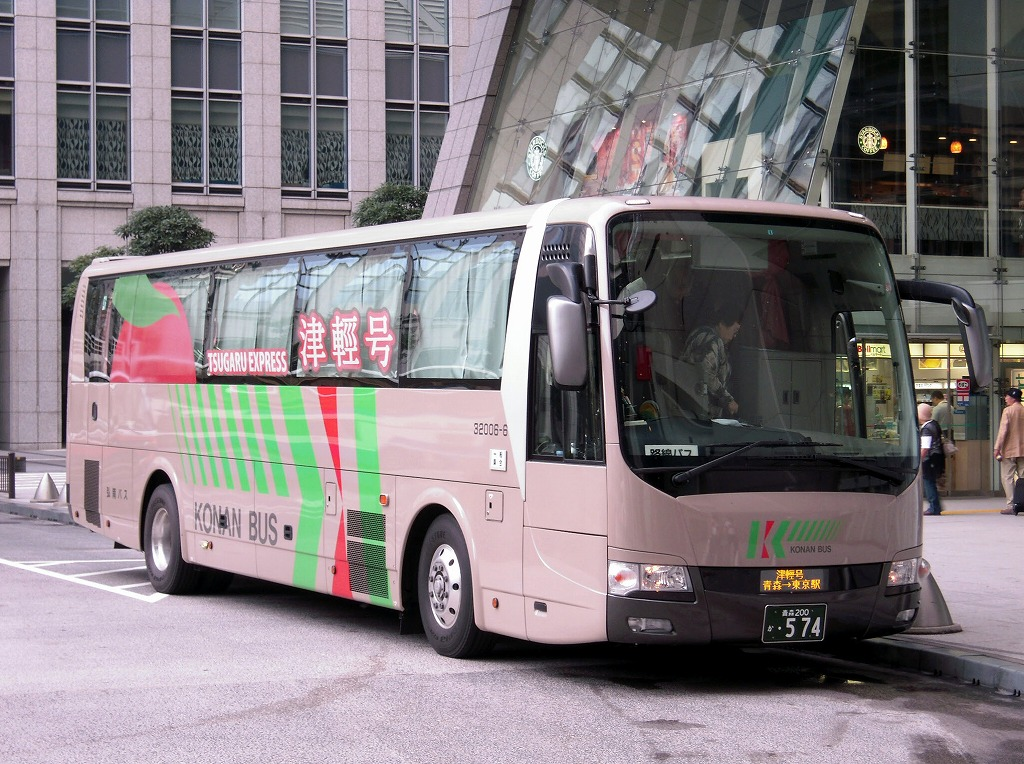
弘南バス「津輕号」に改名当初の車両（三菱ふそう・エアロエース）
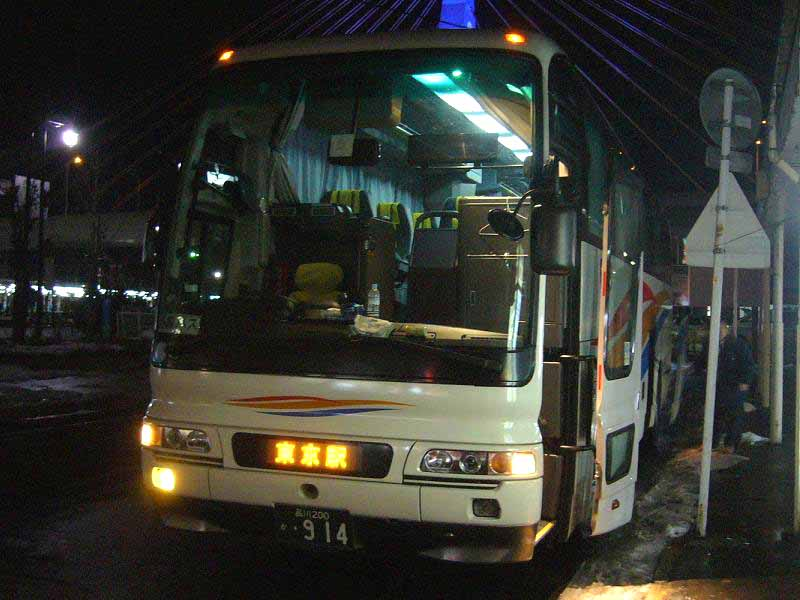
京急観光バス（撮影当時）（三菱ふそう・エアロクィーンI）

## 利用状況
| 年度               | 運行日数 | 運行便数 | 年間輸送人員 | 1日平均人員 | 1便平均人員 |
| 2002（平成14）年度 | 365      | 2,494    | 56,649       | 155.2       | 22.7        |
| 2003（平成15）年度 | 366      | 2,373    | 47,635       | 133.2       | 20.1        |
| 2004（平成16）年度 | 365      | 2,269    | 47,294       | 129.6       | 20.8        |
| 2005（平成17）年度 | 365      | 2,185    | 43,544       | 119.3       | 19.9        |
| 2006（平成18）年度 | 365      | 1,961    | 37,980       | 104.1       | 19.4        |
| 2007（平成19）年度 | 366      | 1,822    | 34,021       | 93.0        | 18.7        |

- 東北運輸局の高速バス輸送実績では常に上位に挙げられるが、近年は利用者が減少傾向にある。平成15年度は前年比84.1%、平成16年度は同99.3%[38]、平成17年度は同92.1%[39]、平成18年度は同87.2%[40]、平成19年度は同89.6%[41] となっている。